# Мисс Интернешнл 2007
Мисс Интернешнл 2007 (англ. Miss International 2007) — 47-й международный конкурс красоты Мисс Интернешнл, проведённый 15 октября 2007 года в Токио (Япония), который выиграла Присцила Пералес из Мексики.

## Финальные результаты
| Финальные результаты | Награда |
| -------------------- | --- |
| Мисс Интернешнл 2007 | - Мексика — Присцила Пералес |
| 1-я Вице Мисс        | - Греция — Деспоина Влепаки |
| 2-я Вице Мисс        | - Беларусь — Юлия Синдзейева |
| Полуфиналистки       | - Чили — Мари Анн Салес - Чехия — Вероника Помпеова - Гонконг — Грейс Вонг - Индонезия — Рама Лэнди - Япония — Хисако Ширата - Республика Корея — Ка Он Парк - Пуэрто-Рико — Хейдил Ривера - Россия — Александра Мазур - Испания — Нири Арке - Шри-Ланка — Аруни Раяпаксе - Турция — Асли Темел - Венесуэла — Ванесса Перетти |

## Специальные награды
| Награда                    | Участница                      |
| -------------------------- | ------------------------------ |
| Лучшая Национальный Костюм | - Аруба — Джонелла Одубер      |
| Мисс Дружба                | - Гонконг — Грейс Вонг         |
| Мисс Фотогеничность        | - Япония — Хисако Ширата       |
| Мисс Фотогеничность        | - Вьетнам — Фам Тхи Тхюи Зыонг |

## Участницы
| - Аргентина — Paula Quiroga - Армения — Rita Tsatryan - Аруба — Jonella Oduber - Австралия — Danielle Byrnes - Беларусь — Yuliya Sindzeyeva (4th RU Europe '06, SF Top Model of the World '08, World '09) - Боливия — Angélica Olavarría - Бразилия — Carolina Prates - Канада — Justine Stewart - Чили — Marie Ann Salas - Китай — Lina Ding - Колумбия — Ana Milena Lamus - Коста-Рика — Leonela Paniagua - Чехия — Veronika Pompeova (Europe '07) - Доминиканская Республика — Ana Carolina Viñas Machado (Coffee '07, 2nd RU Reina Internacional Del Trópico '07, winner Miss Tourism Latino '07) - Эквадор — Jessica Ortiz - Египет — Madonna Khaled - Сальвадор — Ledin Damas - Эфиопия — Kidan Tesfahun - Финляндия — Joanna Väre - Франция — Sophie Vouzelaud - Германия — Svetlana Tsys - Греция — Despoina Vlepaki - Гваделупа — Ann Love Viranin - Гватемала — Alida Maria Boer Reyes (1st RU Teen International '00, Universe '07, World '09) - Гондурас — Margarita Valle - Гонконг — Grace Wong - Индия — Esha Gupta - Индонезия — Rahma Landy - Япония — Hisako Shirata - Республика Корея — Park Ga-won - Латвия — Laura Fogele | - Ливан — Grace Bejjani - Либерия — Harriette Thomas - Малайзия — Yim Lim Nee - Мексика — Priscila Perales (Top 10 Universe '06) - Монголия — Gerelchuluun Baatarchuluun (Tourism Metropolitan Int’l '07) - Новая Зеландия — Kyla Hei Hei - Нигерия — Sokari Akanibo - Панама — Stephanie Araúz - Парагвай — Daiana Ferreira - Перу — Luisa Fernanda Monteverde - Филиппины — Nadia Lee Cien Dela Cruz Shami - Польша — Dorota Gawron (Universe '07, winner Baltic Sea and Scandinavia '07) - Пуэрто-Рико — Haydil Rivera - Республика Конго — Jolette Sven Wamba Miylou (Tourism Queen Int’l '07) - Россия — Alexandra Mazur (World '06) - Сербия — Teodora Marcic (Universe '07) - Сингапур — Christabelle Tsai - Словакия — Kristína Valušková - Испания — Nerea Arce - Шри-Ланка — Aruni Madusha Rajapakse (Universe '08) - Суринам — Chantyn Ramdas - Китайская Республика — Tzu-Wei Hung - Танзания — Jamilla Munisi - Таиланд — Chompoonek Badinworawat - Турция — Asli Temel - Украина — Mariya Varyvoda - Великобритания — Samantha Freedman - США — April Strong - Венесуэла — Vanessa Peretti - Вьетнам — Pham Thi Thuy Duong |

## Замены
- Канада — Элис Паникян (Top 10 Universe 06)
- Гватемала — Аня Эрнандес
- Гондурас — Ясмина Роман
- Таиланд — Прапафан Фонгситтонг
- Украина — Галина Андреева

## Отказались
- Нуэва-Эспарта — Дженнифер Мадуро

## Не участвовали
- Багамские Острова — Мелисса Кей
- Камерун — Марта Натали Хуаг
- Гана — Дилис Захаби
- Норвегия — Каролин Клевен
- Судан — Яр Онг’а
- Замбия — Каришма Пател